# TISPAN
Telekomunikační a internetové konvergované služby a protokoly pro pokročilé sítě (anglicky Telecoms & Internet converged Services & Protocols for Advanced Networks, TISPAN) je standardizační orgán ETSI, který se zabývá konvergencí pevných sítí a Internetu (přechodem pevných telefonních sítí na internetové protokoly). Byl založen v roce 2003 sloučením dvou orgánů ETSI:
- Harmonizace telekomunikačních a internetových protokolů v sítích (anglicky Telecommunications and Internet Protocol Harmonization Over Networks, TIPHON)
- Služby a protokoly pro pokročilé sítě (anglicky Services and Protocols for Advanced Networks, SPAN).

TISPAN usiluje o definování evropského pohledu na sítě příští generace (anglicky Next Generation Networks, NGN), ale má i mnoho účastníků z mimoevropských zemí.

## Historie
TISPAN NGN Release 1 zveřejněné v prosinci 2005 obsahuje architektonické základy a základní specifikace požadované pro podporu náhrady veřejných komutovaných telefonních sítí (PSTN). Architektura TISPAN NGN je založena na sdílení společných komponent mezi spolupracujícími subsystémy. Architektura je v souladu s obecným referenčním modelem pro sítě příští generace definovaným v doporučení ITU-T Y.2011, a proto je rozdělena na servisní vrstvu (anglicky service stratum) a transportní vrstvu (anglicky transport stratum). Každá z těchto vrstev je dále rozdělena na dílčí systémy, které v celkové struktuře vykonávají jednotlivé úkoly. To umožňuje postupné přidávání nových subsystémů pro nové požadavky a třídy služeb. Protože síťové prostředky, aplikace a uživatelská zařízení budou společné pro všechny subsystémy, bude zajištěna maximální možná míra mobility uživatelských terminálů a služeb, a to i přes správní hranice. Klíčový subsystém je založen na architektuře IP Multimedia Subsystem (IMS) vyvinuté sdružením 3rd Generation Partnership Project (3GPP). TISPAN spolupracoval s 3GPP na rozšíření architektury IMS o vlastnosti potřebné pro podporu přístupu pomocí pevných linek.
TISPAN NGN Release 2 dokončené počátkem roku 2008 přidává podporu pro služby IPTV a obchodní komunikace (anglicky Business Communications) pomocí IMS.
Od začátku roku 2008 začal TISPAN pracovat na třetím vydání své NGN specifikace s předsedou zaměřením na vylepšení IPTV, sítě pro doručování obsahu (anglicky Content Delivery Networks, CDN) a domácí sítě. V roce 2011 zveřejnil TISPAN specifikaci funkční architektury pro sítě doručování obsahu (CDN) a nyní pracuje na specifikaci protokolů pro referenční body definované v této architektuře (ETSI TS 182 019).